# Willie Bosket
William James "Willie" Bosket, Jr. (n. 9 de diciembre de 1962) es un asesino condenado estadounidense, cuyos numerosos delitos (cometidos cuando era menor de edad) produjo un cambio en la ley del estado de Nueva York, de modo que menores de hasta 13 años de edad podían ser juzgados por asesinato como adultos y recibir las mismas penas. Willie Bosket ha estado bien en prisión o en reformatorios desde 1971, a excepción de 18 meses, y ha permanecido en custodia durante toda su vida adulta, excepto por 100 días. Actualmente está cumpliendo una condena de 82 años a vida en Five Points Correctional Facility.

## Juventud
Bosket nació en Harlem. Su padre, Willie Sr. (Butch), asesinó a dos personas en una casa de empeños en Milwaukee poco después de haber concebido su hijo, y por este crimen fue sentenciado a cadena perpetua. Su madre, Laura, no tuvo ningún papel en su crianza, y lo abandonó a su suerte. Pronto ganó reputación por su violencia, lo cual le producía orgullo, declarando incluso que un día sería un asesino como su padre.  Desde los nueve años entró y salió constantemente de varios reformatorios. Sin embargo, era opinión de la época que un menor de edad era incapaz de cometer un delito, por lo cual siempre quedaba en libertad. No obstante, no se ponía en duda que Nosket cumpliría su promesa de asesinar a alguien.

## Asesinatos en el metro y consecuencias
El 19 de marzo de 1978, Bosket, de quince años, le disparó a Noel Pérez y le causó la muerte en un tren de la línea 3 del metro de la Ciudad de Nueva York durante un intento de robo cerca de la estación de Harlem y la calle 148. Ocho días después, Bosket y otro cómplice cobraron su segunda víctima, cuando dispararon contra Moisés Pérez (quien no tenía relación con la primera víctima de Bosket) y le causaron la muerte, en otro intento de robo en la parte trasera del tren 3 en la estación de la calle 145 (una estación al sur de la calle 148), ya que, en aquel entonces, en estas dos estaciones, los pasajeros solo podían abordar el tren en la parte delantera de la estación. Bosket y su cómplice, aprovechando esta circunstancia, acorralaron a Pérez en la parte posterior del tren y lo asesinaron. Durante el robo, Bosket y su cómplice dispararon contra un empleado de la Autoridad de Tránsito de la Ciudad de Nueva York que se encontraba trabajando en ese momento en que trabaja en la terminal Lenox, adyacente a la estación de la calle 148, y cometieron otros dos robos a mano armada, uno de ellos en la línea A del metro.
Bosket fue juzgado por los asesinatos en un tribunal de familia de la Ciudad de Nueva York. Durante el juicio, Bosket sorprendió a su propio abogado al declararse culpable de ambos asesinatos. Fue sentenciado a un máximo de cinco años en el reformatorio de Goshen. A pesar de que la fiscalía intentó conseguir una condena más larga, cinco años era la sentencia máxima contemplada en el sistema legal de la época.
La sentencia de Bosket fue tan corta que causó polémica y protestas de la gente. El gobernador Hugh Carey estuvo en contra de la posición de su opositor en las elecciones para gobernador de ese año, Perry Duryea, líder de la oposición en la Asamblea Estatal de Nueva York, quien abogaba por que los menores fueran juzgados como adultos por ciertos delitos. Sin embargo, después de leer un informe acerca de la sentencia otorgada a Bosket, Carey convocó una sesión extraordinaria para aprobar la Ley de Delincuentes Menores de Edad de 1978. Según esta ley, menores de hasta 13 años de edad podían ser juzgados en un tribunal para adultos por delitos como el asesinato, y recibir las mismas penas. Nueva York fue el primer estado que aprobó una ley de esta naturaleza, y desde entonces, todos los demás estados han seguido el ejemplo.

## Delitos posteriores
Un año después de iniciar su condena por los dos asesinatos, Bosket huyó del reformatorio. Fue detenido nuevamente dos horas después, juzgado como un adulto y condenado a cuatro años en una prisión estatal. En 1979, fue devuelto a la División de Jóvenes, y fue puesto en libertad en 1983. Cien días después fue arrestado nuevamente, cuando un vecino suyo del conjunto de apartamentos en el que vivía lo acusó de haberlo robado y atacado. Posteriormente, mientras esperaba ir a juicio por este delito, Bosket atacó a varios oficiales de policía del Tribunal. Fue declarado culpable de intento de asalto por el caso de su vecino y condenado a siete años de prisión.
Fue en este momento que vio las consecuencias de su intento de escape de Goshen en 1975. Para entonces tenía 16 años, lo que significaba que se le consideraba un adulto desde el punto de vista del derecho penal. En Nueva York, es un delito grave intentar escapar de una penitenciaría, incluso si dicha institución es para menores de edad. De haber sido condenado por el intento de asalto contra los tres oficiales de policía, habría sido su tercer delito grave, lo que lo ponía en riesgo de recibir una sentencia automática entre 25 años y cadena perpetua, según la ley estatal para delincuentes recurrentes en Nueva York. Sin embargo, fue absuelto de este delito.
Convencido de que moriría en prisión, Bosket manifestó su ira con diversos altercados con los oficiales penitenciarios. Tras ser arrestado por uno de estos altercados, recibió una condena por asalto y por provocar un incendio, y recibió una sentencia entre 25 años y cadena perpetua. En 1989 recibió dicha condena por segunda vez, después de haber acuchillado a un oficial penitenciario en la prisión de máxima seguridad de Shawangunk. Después del asalto de 1988, Bosket fue transferido a la prisión de Woodbourne, donde recibió una tercera condena de 25 años a cadena perpetua por atacar a un guardia con una cadena. Estas tres sentencia son consecutivas.
Desde el asalto cometido en 1988, Bosket (identificado con el número NYSDOCS 84A6391) permanece preso en aislamiento en Woodbourne. Aunque Woodbourne es una prisión de seguridad media, Bosket permaneció por muchos años en una celda de Plexiglas hecha especialmente para él, en la que era vigilado las 24 horas del día por cuatro cámaras de vídeo. Debido a su costumbre de mantener objetos en la boca, en su celda solo había un catre y un sanitario. Los guardias tenían prohibido hablar con él, y solo se le permitía salir de su celda por una hora al día, siempre atado a una cadena. Aunque se le permiten visitas, sus visitantes solo pueden hablar con él a través de una ventana en la celda. Solo puede ser liberado el 16 de septiembre de 2062, cuando cumpla 100 años, por lo cual se asume que morirá en prisión.
En cierta ocasión, Bosket le declaró la guerra al sistema penitenciario que lo convirtió en un "monstruo" en su opinión, y por ello cometió 250 violaciones disciplinarias entre 1985 y 1994. Sin embargo, no ha cometido más violaciones disciplinarias desde 1994. Según un artículo de The New York Times publicado en 2008, debido a sus numerosos incidentes violencia durante las décadas de los ochenta y los noventa, tiene que permanecer aislado hasta 2046, cuando cumpla 84 años. Gracias a las evaluaciones periódicas a las que es sometido, es posible que salga de aislamiento antes de 2046, de otra manera, debería permanecer en aislamiento el resto de su vida. Está evaluado periódicamente, y puede unir la población general antes de que 2046; otherwise, probablemente gaste el resto de su vida en confinamiento solitario.
En 1995, Fox Butterfield, reportero de The New York Times, publicó All God's Children: The Bosket Family and the American Tradition of Violence (ISBN 0-307-28033-0), obra en la que aborda el tema de la violencia y la criminalidad a lo largo de varias generaciones de la familia Bosket.
- Datos: Q8021391